# Judi Brown
Judith ("Judi") Lynne Brown-King (née le 14 juillet 1961 à Milwaukee) est une athlète américaine spécialiste du 400 mètres haies.

## Carrière
Elle se révèle durant les Jeux panaméricains 1983 de Caracas en remportant la médaille d'or du 400 m haies avec le temps de 56 s 03. Sélectionnée pour les Jeux olympiques de 1984 pour ce qui constitue la première apparition du 400 m haies féminin au programme olympique, Judi Brown se classe deuxième de la finale derrière la Marocaine Nawal El Moutawakel. L'année suivante, elle décroche sa première victoire aux championnats des États-Unis, et termine au deuxième rang du classement général féminin du circuit de l'IAAF derrière sa compatriote Mary Slaney, après avoir remporté en fin de saison la Finale du Grand Prix à Rome. 
En 1987, Judi Brown-King s'adjuge son second titre national et établit en 54 s 23 la meilleure performance de sa carrière sur 400 m haies. Vainqueur pour la deuxième fois consécutive des Jeux panaméricains, elle se classe huitième des Championnats du monde de Rome. Elle est désignée sportive de l'année par le magazine Sports Illustrated pour son soutien et son aide aux enfants violentés.

## Palmarès
| Date | Compétition          | Lieu         | Place | Temps   |
| ---- | -------------------- | ------------ | ----- | ------- |
| 1983 | Jeux panaméricains   | Caracas      | 1re   | 56 s 03 |
| 1984 | Jeux olympiques      | Los Angeles  | 2e    | 55 s 20 |
| 1985 | Finale du Grand Prix | Rome         | 1re   | 54 s 38 |
| 1987 | Jeux panaméricains   | Indianapolis | 1re   | 54 s 23 |